# Гайдуково
Гайдуково (каз. Гайдуково) — село в Кызылжарском районе Северо-Казахстанской области Казахстана. Входит в состав Налобинского сельского округа. Код КАТО — 595053500.

## География
Севернее села располагается озеро Сиверга.

## Население
В 1999 году население села составляло 175 человек (90 мужчин и 85 женщин). По данным переписи 2009 года, в селе проживало 90 человек (50 мужчин и 40 женщин).